# Olympische Sommerspiele 2016/Teilnehmer (Senegal)
| Gelbes Symbol für Goldmedaillen mit stilisierten Olympischen Ringen | Graues Symbol für Silbermedaillen mit stilisierten Olympischen Ringen | Braundes Symbol für Bronzemedaillen mit stilisierten Olympischen Ringen |
| ------------------------------------------------------------------- | --------------------------------------------------------------------- | ----------------------------------------------------------------------- |
| —                                                                   | —                                                                     | —                                                                       |

Senegal nahm an den Olympischen Spielen 2016 in Rio de Janeiro teil. Es war die insgesamt 14. Teilnahme an Olympischen Sommerspielen. Vom Comité National Olympique et Sportif Sénégalais wurden 22 Athleten in acht Sportarten nominiert.
Fahnenträgerin bei der Eröffnungsfeier war die Ringerin Isabella Sambou.

## Teilnehmer nach Sportarten

### Basketball
| Wettbewerb    | Frauen |
| ------------- | --- |
| Athleten      | Oumoul Thiam Aya Traoré Bintou Diémé Fatou Dieng Mame Diodio Diouf Lala Wane Astou Traoré Maimouna Diarra Mame-Marie Sy Oumou Touré Marie-Sadio Rosche Aida Fall |
| Trainer       | Mamadou Gaye |
| Gruppenphase  | Vereinigte Staaten (56:121) Volksrepublik China (64:101) Kanada (58:68) Spanien (43:97) Serbien (88:95)                                                          |
| Viertelfinale | ausgeschieden |
| Halbfinale    | ausgeschieden |
| Finale        | ausgeschieden |
| Platzierung   | 12. Platz |

### Fechten
| Männer            |              |         |         |              |      |               |               |               |               |               |               |               |               |               |               |               |
| Alexandre Bouzaid | Degen Einzel | Freilos | Freilos | Gábor Boczkó | 9:15 | ausgeschieden | ausgeschieden | ausgeschieden | ausgeschieden | ausgeschieden | ausgeschieden | ausgeschieden | ausgeschieden | ausgeschieden | ausgeschieden | ausgeschieden |

### Judo
| Athleten          | Wettbewerb | 1. Runde       | 1. Runde    | 2. Runde      | 2. Runde      | Viertelfinale | Viertelfinale | Halbfinale / Trostrunde | Halbfinale / Trostrunde | Finale / Platz 3 | Finale / Platz 3 | Rang          |
| Athleten          | Wettbewerb | Gegner         | Ergebnis    | Gegner        | Ergebnis      | Gegner        | Ergebnis      | Gegner                  | Ergebnis                | Gegner           | Ergebnis         | Rang          |
| ----------------- | ---------- | -------------- | ----------- | ------------- | ------------- | ------------- | ------------- | ----------------------- | ----------------------- | ---------------- | ---------------- | ------------- |
| Frauen            |            |                |             |               |               |               |               |                         |                         |                  |                  |               |
| Hortense Diédhiou | bis 57 kg  | Sanne Verhagen | 000s0:100s0 | ausgeschieden | ausgeschieden | ausgeschieden | ausgeschieden | ausgeschieden           | ausgeschieden           | ausgeschieden    | ausgeschieden    | ausgeschieden |

### Kanu

#### Kanuslalom
| Athleten            | Wettbewerb | Vorlauf | Vorlauf | Halbfinale    | Halbfinale    | Finale        | Finale        | Rang |
| Athleten            | Wettbewerb | Zeit    | Rang    | Zeit          | Rang          | Zeit          | Rang          | Rang |
| ------------------- | ---------- | ------- | ------- | ------------- | ------------- | ------------- | ------------- | ---- |
| Männer              |            |         |         |               |               |               |               |      |
| Jean-Pierre Bourhis | C-1        | 109,27  | 18      | ausgeschieden | ausgeschieden | ausgeschieden | ausgeschieden | 18   |

### Leichtathletik
Laufen und Gehen 
| Athleten      | Wettbewerb   | Runde 1 | Runde 1 | Halbfinale    | Halbfinale    | Finale        | Finale        | Rang |
| Athleten      | Wettbewerb   | Zeit    | Rang    | Zeit          | Rang          | Zeit          | Rang          | Rang |
| ------------- | ------------ | ------- | ------- | ------------- | ------------- | ------------- | ------------- | ---- |
| Männer        |              |         |         |               |               |               |               |      |
| Amadou Ndiaye | 400 m Hürden | 49,91 s | 34      | ausgeschieden | ausgeschieden | ausgeschieden | ausgeschieden | 34   |

 Springen und Werfen 
| Athleten | Wettbewerb | Qualifikation | Qualifikation | Finale        | Finale        | Rang |
| Athleten | Wettbewerb | Weite/Höhe    | Rang          | Weite/Höhe    | Rang          | Rang |
| -------- | ---------- | ------------- | ------------- | ------------- | ------------- | ---- |
| Frauen   |            |               |               |               |               |      |
| Amy Sène | Hammerwurf | 64,83 m       | 25            | ausgeschieden | ausgeschieden | 25   |

### Ringen
| Athleten        | Wettbewerb       | 1. Runde              | 1. Runde | Achtelfinale   | Achtelfinale | Viertelfinale | Viertelfinale | Halbfinale    | Halbfinale    | Hoffnungsrunde Viertelfinale | Hoffnungsrunde Viertelfinale | Hoffnungsrunde Halbfinale | Hoffnungsrunde Halbfinale | Hoffnungsrunde Finale | Hoffnungsrunde Finale | Finale        | Finale        | Rang |
| Athleten        | Wettbewerb       | Gegner                | Ergebnis | Gegner         | Ergebnis     | Gegner        | Ergebnis      | Gegner        | Ergebnis      | Gegner                       | Ergebnis                     | Gegner                    | Ergebnis                  | Gegner                | Ergebnis              | Gegner        | Ergebnis      | Rang |
| --------------- | ---------------- | --------------------- | -------- | -------------- | ------------ | ------------- | ------------- | ------------- | ------------- | ---------------------------- | ---------------------------- | ------------------------- | ------------------------- | --------------------- | --------------------- | ------------- | ------------- | ---- |
| Freistil Frauen |                  |                       |          |                |              |               |               |               |               |                              |                              |                           |                           |                       |                       |               |               |      |
| Isabelle Sambou | Klasse bis 53 kg | Freilos               | Freilos  | Nguyễn Thị Lụa | 5:0          | Saori Yoshida | 0:3           | ausgeschieden | ausgeschieden | Freilos                      | Freilos                      | Nataliya Sinişin          | 0:3                       | ausgeschieden         | ausgeschieden         | ausgeschieden | ausgeschieden | 8    |
| Freistil Männer |                  |                       |          |                |              |               |               |               |               |                              |                              |                           |                           |                       |                       |               |               |      |
| Adama Diatta    | Klasse bis 57 kg | Erdenebatyn Bechbajar | 3:1      | Yowles Bonne   | 1:3          | ausgeschieden | ausgeschieden | ausgeschieden | ausgeschieden | ausgeschieden                | ausgeschieden                | ausgeschieden             | ausgeschieden             | ausgeschieden         | ausgeschieden         | ausgeschieden | ausgeschieden | 10   |

### Schwimmen
| Athleten       | Wettbewerb    | Vorlauf         | Vorlauf         | Halbfinale    | Halbfinale    | Finale        | Finale        | Rang |
| Athleten       | Wettbewerb    | Zeit            | Rang            | Zeit          | Rang          | Zeit          | Rang          | Rang |
| -------------- | ------------- | --------------- | --------------- | ------------- | ------------- | ------------- | ------------- | ---- |
| Frauen         |               |                 |                 |               |               |               |               |      |
| Awa Ly N’diaye | 50 m Freistil | disqualifiziert | disqualifiziert | ausgeschieden | ausgeschieden | ausgeschieden | ausgeschieden | –    |
| Männer         |               |                 |                 |               |               |               |               |      |
| Abdoul Niane   | 50 m Freistil | 23,66 s         | 48              | ausgeschieden | ausgeschieden | ausgeschieden | ausgeschieden | 48   |

### Taekwondo
| Athleten    | Wettbewerb       | Achtelfinale | Achtelfinale | Viertelfinale | Viertelfinale | Hoffnungsrunde Halbfinale | Hoffnungsrunde Halbfinale | Halbfinale    | Halbfinale    | Hoffnungsrunde Finale | Hoffnungsrunde Finale | Finale        | Finale        | Rang          |
| Athleten    | Wettbewerb       | Gegner       | Ergebnis     | Gegner        | Ergebnis      | Gegner                    | Ergebnis                  | Gegner        | Ergebnis      | Gegner                | Ergebnis              | Gegner        | Ergebnis      | Rang          |
| ----------- | ---------------- | ------------ | ------------ | ------------- | ------------- | ------------------------- | ------------------------- | ------------- | ------------- | --------------------- | --------------------- | ------------- | ------------- | ------------- |
| Männer      |                  |              |              |               |               |                           |                           |               |               |                       |                       |               |               |               |
| Balla Dièye | Klasse bis 68 kg | Karol Robak  | 12:15        | ausgeschieden | ausgeschieden | ausgeschieden             | ausgeschieden             | ausgeschieden | ausgeschieden | ausgeschieden         | ausgeschieden         | ausgeschieden | ausgeschieden | ausgeschieden |